# Santa María de Ordás
Santa María de Ordás (en leonés, Ordás para el municipio y Santa María para la villa) es un municipio y villa española de la provincia de León, en la comunidad autónoma de Castilla y León. Cuenta con una población de 325 habitantes (INE 2024).

## Localidades
El término municipal comprende la villa homónima, capital del municipio, y los lugares de:
- Adrados de Ordás
- Callejo de Ordás
- Formigones
- Riocastrillo de Ordás
- Santibáñez de Ordás
- Selga de Ordás
- Villapodambre
- Villarrodrigo de Ordás

## Demografía
Cuenta con una población de 325 habitantes (INE 2024).
| Gráfica de evolución demográfica de Santa María de Ordás entre 1842 y 2021 |
| |
| Población de derecho según los censos de población del INE. Población de hecho según los censos de población del INE. En 1857 disminuye el término del municipio porque independiza a Las Omañas. |

## Administración y política

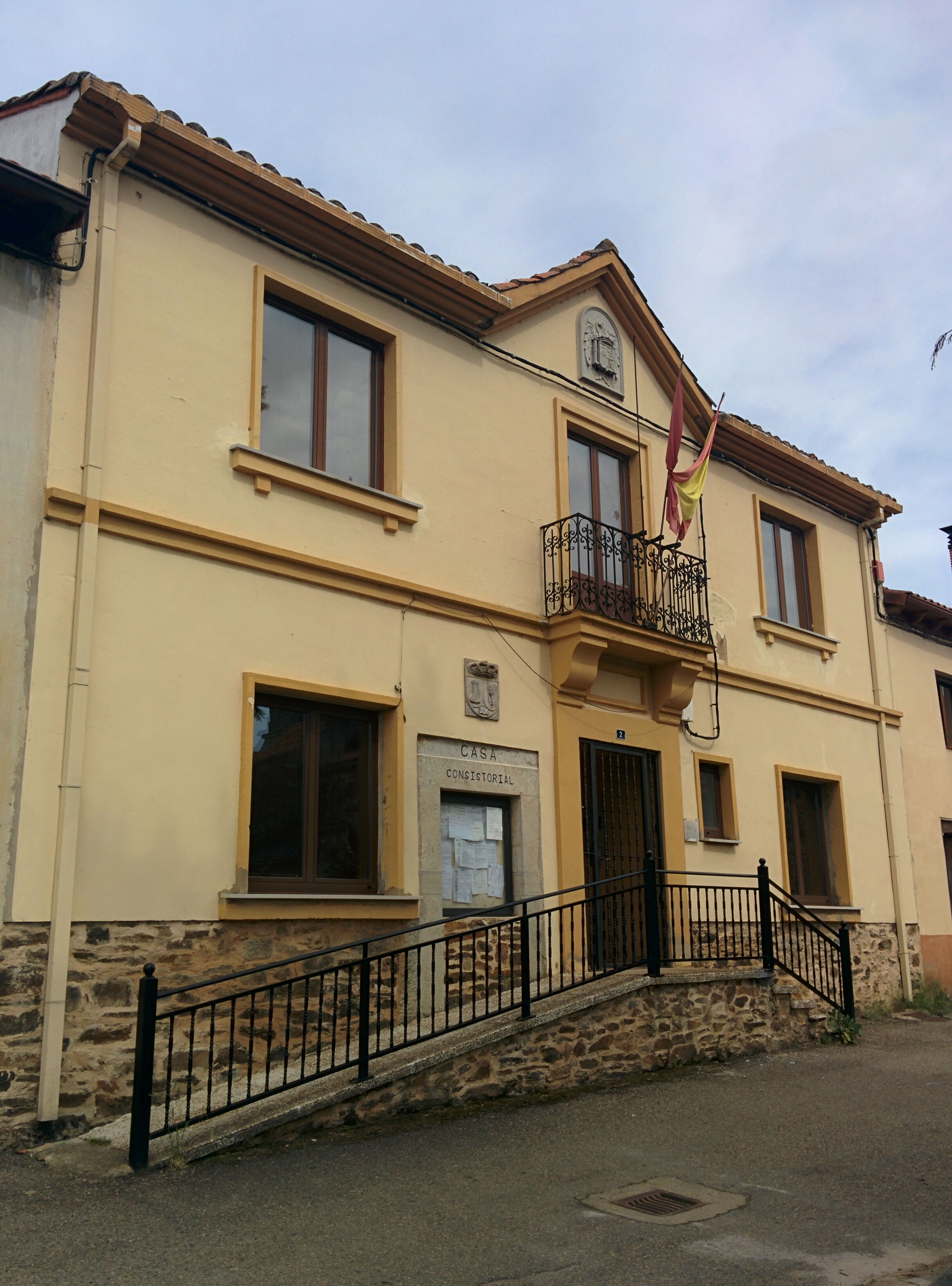
Casa consistorial

El pleno del ayuntamiento, de acuerdo a la Ley Orgánica del 19 de junio de 1985 del Régimen Electoral General, se compone de 7 concejales.
| Partido político                                   | 1979    | 1979       | 1983    | 1983       | 1987    | 1987       | 1991    | 1991       | 1995    | 1995       | 1999    | 1999       |
| Partido político                                   | % votos | concejales | % votos | concejales | % votos | concejales | % votos | concejales | % votos | concejales | % votos | concejales |
| Partido Popular (PP) (Alianza Popular hasta 1989)  | -       | -          | 100     | 7          | 27,86   | 2          | 84,06   | 6          | 66,88   | 5          | 59,66   | 5          |
| Partido Socialista Obrero Español (PSOE)           | -       | -          | -       | -          | 31,27   | 2          | 12,17   | 1          | 18,01   | 1          | 14,58   | 1          |
| Unión de Centro Democrático (UCD)                  | 65,26   | 5          | -       | -          | -       | -          | -       | -          | -       | -          | -       | -          |
| Partido Demócrata Popular (PDP)                    | -       | -          | -       | -          | 40,25   | 3          | -       | -          | -       | -          | -       | -          |
| Unión del Pueblo Leonés (UPL)                      | -       | -          | -       | -          | -       | -          | -       | -          | 15,11   | 1          | 23,05   | 1          |
| Agrupación de Electores Campesinos Leoneses (AECL) | 23,82   | 2          | -       | -          | -       | -          | -       | -          | -       | -          | -       | -          |
| Otros                                              | 10,92   | 0          | -       | -          | -       | -          | -       | -          | -       | -          | -       | -          |

| Partido político                         | 2003    | 2003       | 2007    | 2007       | 2011    | 2011       | 2015    | 2015       |
| Partido político                         | % votos | concejales | % votos | concejales | % votos | concejales | % votos | concejales |
| Partido Popular (PP)                     | 50,7    | 4          | 39,84   | 3          | 62,41   | 5          | 44,4    | 3          |
| Partido Socialista Obrero Español (PSOE) | 34,51   | 2          | 60,16   | 4          | 36,52   | 2          | 53,45   | 4          |
| Unión del Pueblo Leonés (UPL)            | 13,73   | 1          | -       | -          | -       | -          | -       | -          |

## Transporte y comunicaciones

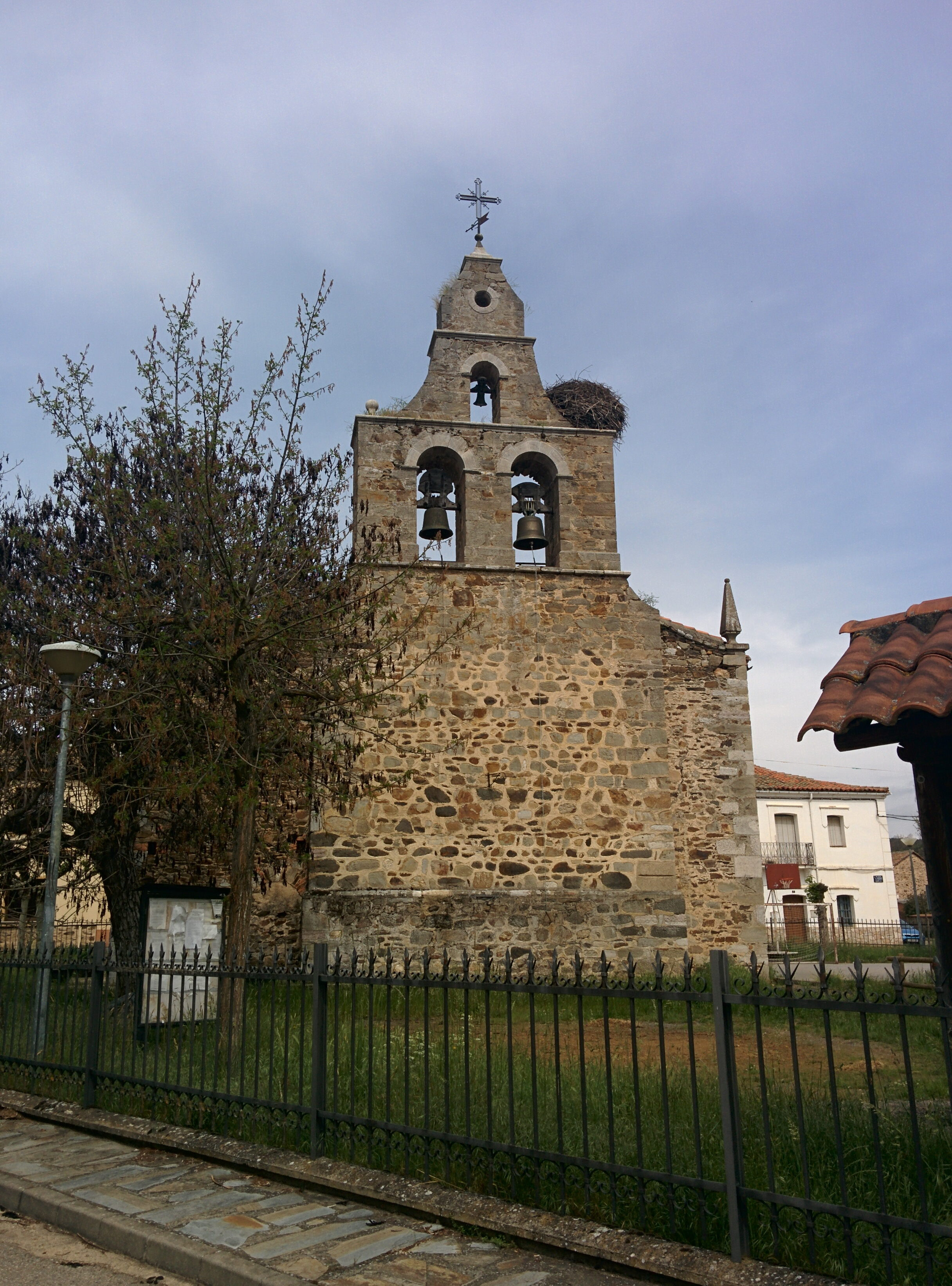
Iglesia de la Inmaculada Concepción

El municipio se encuentra bien comunicado por carretera, la autopista Ruta de la Plata, que une Gijón con Sevilla pasa cerca y existe un acceso con peaje a la misma en la localidad de Canales-La Magdalena, en el límite municipal al norte aunque ya perteneciente al término de Soto y Amío, lo que permite además unas comunicaciones rápidas con la capital provincial, León.
Además pasa por el municipio las carretera provincial LE-460 que une Torre del Bierzo con el entronque en la CL-623, muy cerca de Rioseco de Tapia, en el vecino municipio de Carrocera al que une con León capital, siendo muy utilizada esta vía como alternativa gratuita a la autopista en su recorrido y actuando además en el municipio como eje vertebrador de las poblaciones en sentido este-oeste. Existen además numerosas carreteras locales que facilitan la movilidad dentro del municipio y con los de su alrededor.